# Vranjak (Orahovac)
Pour les articles homonymes, voir Vranjak.
Vrajakë en albanais et Vranjak en serbe latin (en serbe cyrillique : Врањак) est une localité du Kosovo située dans la commune/municipalité de Rahovec/Orahovac et dans le district de Prizren/Prizren. Selon le recensement de 2011, elle compte 838 habitants, tous albanais.
Selon le découpage administratif du Kosovo, la localité fait partie du district de Gjakovë/Đakovica.

## Histoire
Sur le territoire du village se trouve un cimetière médiéval proposé pour une inscription sur la liste des monuments culturels du Kosovo.

## Démographie

### Évolution historique de la population dans la localité
| 1948 | 1953 | 1961 | 1971 | 1981 | 1991 | 2011 |
| ---- | ---- | ---- | ---- | ---- | ---- | ---- |
| 300  | 328  | 413  | 487  | 585  | 784  | 838  |

|  |